# Huichapa
Huichapa es una localidad del municipio de Jaltocán en el estado de Hidalgo, México.

## Historia
Esta pequeña localidad fue fundada entre los años de 1850 y 1860, pero no se tiene registrada con exactitud la fecha.[cita requerida]

## Geografía

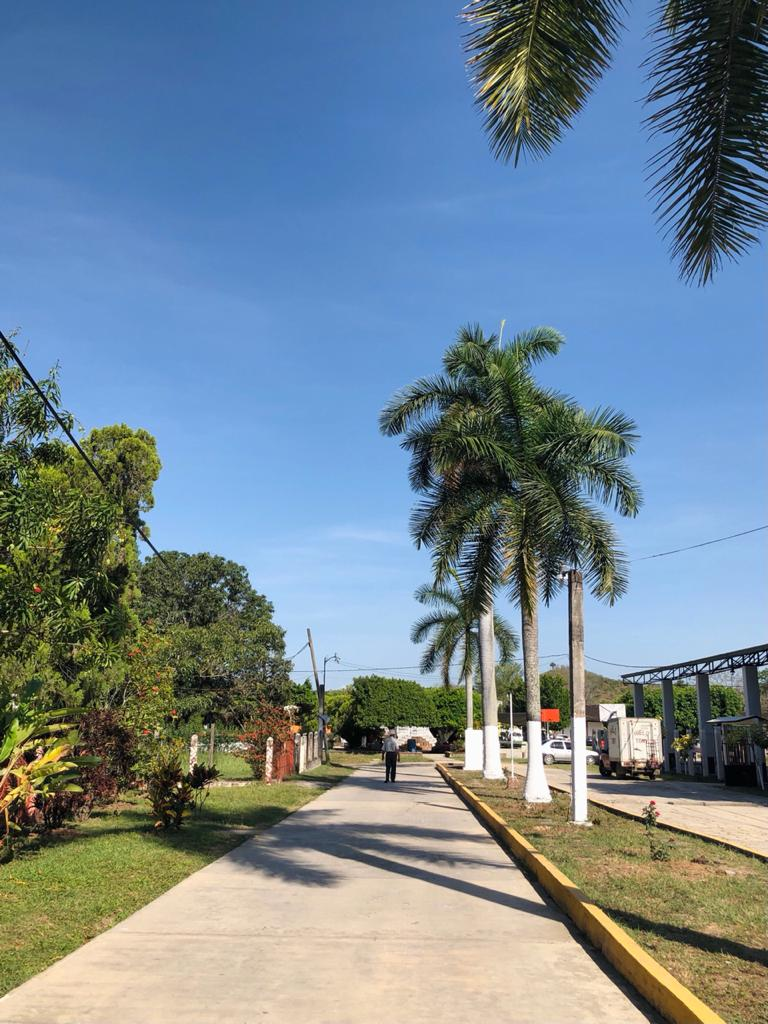
Boulevard que comunica al centro de Huichapa con el parque y casas de los habitantes del lugar.

Se encuentra en la región geográfica de la Huasteca hidalguense; a la localidad le corresponden las coordenadas geográficas 21° 09’ 33.64” de latitud norte y 98° 30’ 41.966” de longitud oeste, con una altitud de 159 m s. n. m. La localidad está rodeada de cerros y los pueblos más cercanos a ella son: Vinazco, La Capilla, El Chote, Matachilillo, Orizatlán, Jaltocán, y Huejutla.
En cuanto a fisiografía se encuentra en la provincia de la Sierra Madre Oriental, dentro de la subprovincia del Carso Huasteco; su terreno es de sierra. En lo que respecta a la hidrografía se encuentra posicionado en la región del Pánuco, dentro de la cuenca del río Moctezuma, en la subcuenca del río Tempoal. Cuenta con un clima templado subhúmedo con lluvias en verano, de menor humedad.

## Demografía

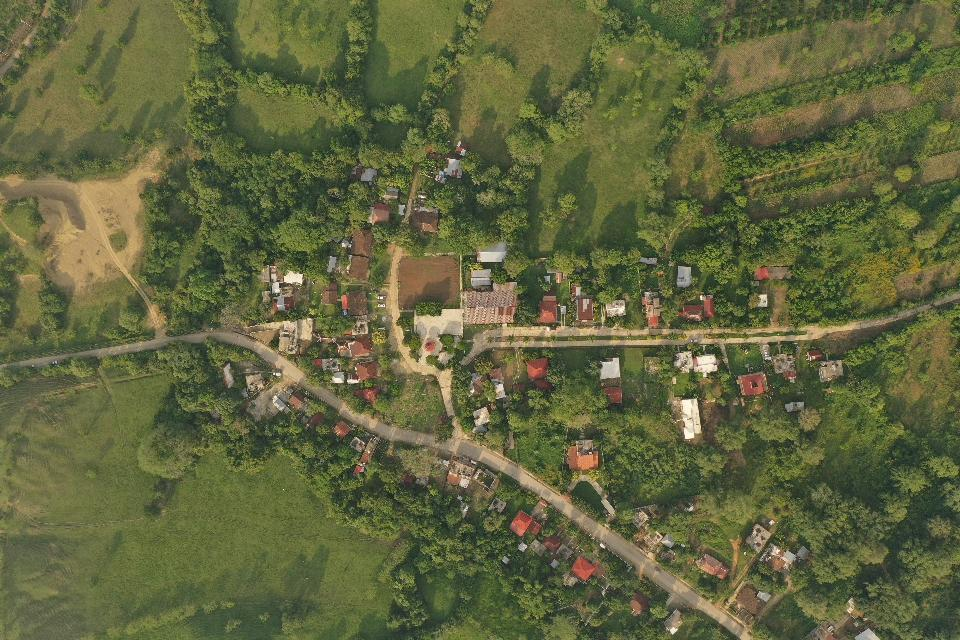
Huichapa toma aérea

En 2020 registró una población de 163 personas, lo que corresponde al 1.55 % de la población municipal. De los cuales 77 son hombres y 86 son mujeres.
| Gráfica de evolución demográfica de Huichapa entre 1921 y 2020 |
|                                                                |
| Población registrada por los censos y conteos del INEGI.       |

## Cultura
La localidad es católica, las principales festividades de temporada son: Semana Santa y Navidad. En la Fiesta del recuerdo en la cual se reúnen las familias de la localidad y se recaudan fondos para el apoyo de la iglesia o lo que sea necesario para el bienestar de la localidad. El Xantolo, festividad del día de muertos, en las fechas del 1 y 2 de noviembre, acostumbran las ofrendas a los difuntos, altares adornados con flores y comida. Entre la gastronomía local se encuentran: tamales, zacahuil, enchiladas, carne cecina, chocolate, bocoles, mole, pan y otras especialidades huastecas. 